# أنجيلا وانغ
أنجيلا وانغ (بالإنجليزية: Angela Wang) هي متزلجة فنية أمريكية، ولدت في 30 يوليو 1996 في سولت ليك في الولايات المتحدة.

## وصلات خارجية
- أنجيلا وانغ على موقع الاتحاد الدولي للتزلج (الإنجليزية)